# Heinz Nickel (Künstler)
Emil Heinz Nickel (* 25. Dezember 1919 in Kassel; † 1. November 2003 ebenda) war ein deutscher Künstler, Maler, Grafiker und Hochschullehrer. Seine späteren Kunstwerke werden der Konkreten Kunst zugeordnet.

## Leben
Heinz Nickel lebte und arbeitete in Kassel, Nordhessen. Nach einer Malerlehre mit Abschluss als Geselle wurde er 1939 zur Wehrmacht eingezogen.
Ab 1946 studierte er an der Schule für Handwerk und Kunst in Kassel bei Georg Paul Heyduck und Alf Niemann. Ab 1948 wechselte er zum Studium der Malerei an die Staatliche Werkakademie bei Arnold Bode.
Seit 1947 war er mit Marianne Siebe (1924–2014) verheiratet, Studentin an der Werkkunstschule Kassel und Modegestalterin. Aus dieser Ehe gingen drei Kinder hervor.
Ab etwa 1950 arbeitete er bei Projekten von Arnold Bode mit; er entwarf Plakate und Kataloge für Ausstellungen verschiedener Auftraggeber; 1955 Mitarbeit bei der Konzeption und beim Aufbau der Kunstausstellung „documenta“ in Kassel. Hierfür entwarf er auch Plakate und druckte Fahnen im Siebdruck-Verfahren.
Parallel dazu baute er die Druckwerkstätten für Lithografie und für Tiefdruck an der Werkakademie Kassel auf. Ab 1953 war er dort Dozent für diese Techniken; ab 1979 führte er die Tätigkeit als Professor an der Gesamthochschule Kassel, Fachbereich Visuelle Kommunikation, weiter.
Im Jahre 1982 konnte er ein Forschungssemester einlegen. 1985 wurde er emeritiert und konnte sich wieder der Kunstproduktion widmen.

## Werk

### Gemälde und Lithografien bis 1960
Heinz Nickel entdeckte schon früh die Malerei als seine Möglichkeit des künstlerischen Ausdrucks - ab 1934 mit Ölgemälden von Landschaften, Seestücken und Ähnlichem. Auch die Gemälde und Druckgrafiken aus der Zeit zwischen 1946 und 1960 waren noch von gegenständlichen Motiven (Personen, Landschaften, Stillleben etc.) geprägt. Diese Motive wurden mit der Zeit immer weiter abstrahiert.
Als Leiter der Druckwerkstatt konnte Heinz Nickel die vielen Möglichkeiten von Lithografie, Tiefdruck und anderen Drucktechniken erproben und auf das eigene Werk anwenden. Sechs Exemplare einer Lithografie aus dem Jahre 1951, ein Stillleben mit dem Titel „Birnen“, wurden von der Bundesrepublik für die „Dankspende des Deutschen Volkes“ angekauft.
Entscheidende Impulse brachten mehrere Aufenthalte in Holland. Ab etwa 1960 folgte dann eine Phase reiner konkreter Kunst in Gemälden und Druckgrafik.

### Gemälde und Serigrafien ab 1960
Einen wichtigen Schritt in der künstlerischen Entwicklung von Heinz Nickel stellten die Diskussionsrunden der so genannten Kasseler Konkreten dar, einer Zusammenkunft von Lehrenden und Studierenden an der Staatlichen Hochschule für bildende Künste in Kassel, die er mit initiiert hatte. Weitere Mitglieder waren: Hartmut Böhm, Günter Dohr, Kunibert Fritz, Rainer Kallhardt, Werner Krieglstein, Klaus Müller-Domnick, Günter Neusel, Wolfgang Schmidt, Helmut Schmidt Rhen, Horst Schwitzki und Friedhelm Tschentscher.
Diese Künstler suchten nach Möglichkeiten des künstlerischen Ausdrucks ohne Darstellungen „nach der Natur“, also auch ohne Abstraktion von etwas Wahrgenommenem. Ziel war unter anderem eine exakte Ästhetik sowie eine systematische Bildsprache.
Heinz Nickels Gemälde und Serigrafien bedienen sich daher oft eines Quadratrasters, das auf unterschiedliche Weise modifiziert wird. Ab 1970 konzentriert er sich bei seinen Bildern auf ein Rastersystem mit 10 × 10 Quadraten (Feld 100) bzw. 20 × 50 Quadraten (Feld 1000). Diese Raster werden mit Ölfarben nach verschiedenen Programmen gefüllt, die oft als Reihe gemäß Leonardo Fibonacci (Mathematiker, 1170 bis 1240) angeordnet werden: 1-1-2-3-5-8. Zusammen ergeben diese Quadrate eine Reihe aus 20 Feldern. Fünf solcher Reihen ergeben 100 farbige Quadrate = „Feld 100“. Ähnlich werden die Bilder der Gruppe „Feld 1000“ mit Reihen 1-2-3-4 bzw. 2-4-6-8 gefüllt.
Die Regeln, nach denen die Felder mit Farben gefüllt werden, sind in seiner Forschungsarbeit von 1982 dargestellt.

### Arbeiten für öffentliche Auftraggeber
Die Projekte für öffentliche Auftraggeber wurden in der Regel zusammen mit Architekten durchgeführt. Heinz Nickel übernahm in mehreren Fällen den baukünstlerischen Schmuck wie die Altarwand in der Thomaskirche in Gelsenkirchen-Erle oder eine plastische Stelenwand vor der Markuskirche in Gladbeck zusammen mit dem Architekturbüro Wittig - Janowski in Gelsenkirchen. Beide Kirchen stehen mittlerweile unter Denkmalschutz.
Vor allem in den 50er- bis 70er-Jahren arbeitete Heinz Nickel für verschiedene öffentliche und private Auftraggeber bei der Renovierung und Ausgestaltung von Gebäuden, Innenräumen und Gartenanlagen mit. Ein besonderes Beispiel ist die Renovierung des Herrenhauses in Dortmund-Kley, das er für den Hausherren Albert Schulze-Vellinghausen und die Malerin Marie-Louise von Rogister als Kunstgalerie und Veranstaltungsort umgestaltete. Auch die Fassade der Galerie Gunar in Düsseldorf gestaltete er.

### Gebrauchsgrafik
Als Grafiker erstellte Heinz Nickel für verschiedene öffentliche und private Auftraggeber Informationsmaterial, Kataloge und Plakate. Er entwickelte Logos oder ganze Konzepte für eine „Corporate Identity“ der Auftraggeber, konzipierte Ausstellungen für Kunstgalerien und schuf Plakate zum Beispiel für die Deutsche Orchideengesellschaft oder das Museum für Sepulkralkultur in Kassel.

## Ausstellungen (Auswahl)

### Einzelausstellungen
- 2006: Oberderdingen: Museum und Galerie Aschingerhaus

### Gruppenausstellungen
- 1955: Kunstverein Kassel, Kulturhaus: Gruppe Kassel 1955
- 1964: Dortmund-Kley: Sammlung Albert Schulze-Vellinghausen
- 1965: Emden: Rathaus am Delft
- 2023: Heppenheim: Museum Heppenheim